# Darwinismo sociale di Giovanni Verga
La concezione della società che si ricava dalle affermazioni teoriche del Verga e dalla sua rappresentazione della realtà si può far rientrare nell'ambito culturale del darwinismo sociale.

## La lotta per l'esistenza
In una lettera inviata il 21 aprile del 1878 a Salvatore Paolo Verdura, il Verga scrive: "Ho in mente un lavoro che mi sembra bello e grande, una specie di fantasmagoria della lotta per la vita, che si estende dal cenciaiuolo al ministro e all'artista, e assume tutte le forme, dalla ambizione all'avidità del guadagno, e si presta a mille rappresentazioni del grottesco umano".
Questo concetto di "lotta per la vita", che Verga aveva già utilizzato nella prefazione ai Vinti e che era già presente nel primo progetto del ciclo dei romanzi, deriva dall'applicazione, comunemente definita darwinismo sociale, di alcuni aspetti della teoria evoluzionistica di Charles Darwin in campo sociale. Nelle sue opere scrive con un'oggettività fotografica della realtà pur avendone una concezione tendenzialmente pessimistica.
Darwin sosteneva, infatti, riprendendo la tesi dell'economista Thomas Malthus, che tra i vari individui esiste una lotta continua per la sopravvivenza perché il numero degli organismi viventi è superiore a quello che può vivere con le risorse di cui si dispone.
A sopravvivere a questa lotta sono i più adatti alle condizioni di vita in cui si trovano che possono così trasmettere i loro caratteri ai discendenti con una naturale selezione.

### La visione della vita secondo Verga
Nella visione della vita secondo Verga la società a tutti i suoi livelli è dominata da un antagonismo spietato tra gli individui, i gruppi, le classi e le leggi che la regolano sono quelle della sopraffazione del più forte sul più debole e l'interesse individuale.

Questa condizione non potrà mai mutare perché è insita nella natura stessa in ogni tempo e in ogni luogo.
Verga non riesce a trovare una giustificazione allo sfruttamento e alla sopraffazione e anche se non sa trovare alternative alla situazione sociale vuole porsi nei suoi confronti con un atteggiamento fortemente critico e, con disperata amarezza e forte lucidità, ne rappresenta tutti gli aspetti negativi.

### La visione del mondo
Verga scrisse opere di grande valore umano e poetico e il suo Verismo non fu una fredda e distaccata riproduzione del reale ma la sua opera rispecchia, nonostante il rispetto del canone dell'impersonalità, una personale visione del mondo, ed il suo forte sentimento di dolore e di tristezza di fronte alla vita.
Il mondo del Verga è un mondo senza Dio, un mondo governato dalle leggi della società moderna, in continuo cammino per la conquista del progresso, che non è grandioso per i vinti che alzano le braccia disperate e piegano il capo sotto il piede brutale dei vincitori.

### I personaggi verghiani
I personaggi verghiani, infatti, si ribellano e così facendo finiscono per soccombere oppure peggiorare la propria situazione: la loro vita è dominata dal fato, un fato che non concede all'uomo alcuna libertà di realizzare i propri sogni e le proprie aspirazioni.
Essi sono preda di un cieco fatalismo e quando cercano di uscire dal solco inesorabilmente segnato, la loro condizione si aggrava.
Verga ama profondamente i suoi personaggi perché li comprende profondamente, perché sa che essi hanno fede nella Provvidenza che sola può far aspirare in un mondo di pace e di giustizia.

### Il progresso non reca felicità
Verga, in netto contrasto con l'entusiasmo positivistico, nega che il progresso significhi serenità e felicità ed è convinto che in questo mondo, teso verso la ricerca di beni materiali e di ambizioni sempre più elevate, l'uomo è chiuso in sé affidato alle sue forze che si logorano giorno dopo giorno. Verga paragona il progresso a una fiumana, tipico fiume siciliano a regime torrentizio che per la maggior parte dell'anno è in secca ma nella stagione delle piogge straripa e reca danno alle cose più deboli. Allo stesso modo il progresso è inattivo per la maggior parte del tempo, ma quando si attiva è in grado di soggiogare i più deboli e i più poveri.

### Impossibilità ad uscire dal proprio stato sociale
Uscire dallo stato sociale in cui il destino pone l'uomo non è possibile, ed è questo ciò che avviene al giovane 'Ntoni ed a Lia, che vedono fallire il tentativo di trovare fuori dal proprio ambiente una vita migliore; è questo ciò che avviene anche a Mastro-don Gesualdo, il mastro, che invano cerca di diventare don e che in questo vano tentativo verrà respinto sia dai suoi simili, sia da coloro che appartengono alla classe sociale a cui egli voleva accedere. La "roba" diventa quindi in Verga una sorta di dannazione poiché spinge l'uomo a ricercare sempre di più fino a provocarsi l'autodistruzione.
In questo mondo si muovono i personaggi del Verga, uomini condannati al dolore e alla sconfitta ma, nonostante tutto, pieni di dignità, una dignità umile ed eroica che nasce soprattutto dalla loro forza interiore, dal modo con cui sopportano le avversità quotidiane, senza vane ribellioni e senza viltà.

### La concezione tragica della vita
La concezione che Verga ha della vita è dolorosa e tragica perché egli vede tutti gli uomini sottoposti a un destino impietoso e crudele, che li condanna, non solo alla infelicità e al dolore, ma anche all'immobilismo nell'ambiente familiare, sociale ed economico in cui sono venuti a trovarsi nascendo.
Chi cerca di uscire dalla condizione in cui il destino lo ha posto non trova la felicità sognata, anzi va immancabilmente incontro a sofferenze maggiori, come succede a 'Ntoni Malavoglia ed a Mastro-don Gesualdo.

Per il Verga, all'uomo non rimane che la rassegnazione eroica al suo destino.

### La concezione fatalistica della vita
È questa la concezione fatalistica (detta anche fatalismo rinunciatario) ed immobile dell'uomo che sembra contraddire la fede nel progresso, propria del Positivismo e al quale non rimane che la rassegnazione eroica al suo destino. Infatti per Verga il progresso è solo esteriore e da esso derivano solamente pene infinite. L'umanità progredisce per le conquiste scientifiche e tecnologiche ma l'uomo singolo è sempre dolorosamente infelice e costantemente posto nelle mani del fato. È un modo di essere che porta all'abbandono al fato stesso come una rassegnazione a un destino che mai potrà essere cambiato e al quale i vinti devono adeguarsi venendo travolti dalla fiumana del progresso e perdendo quindi la lotta per la sopravvivenza.